# Hussam Badrawi
Hussam Badrawi (arabisch حسام بدراوي, DMG Ḥussām Badrāwī) ist ein ägyptischer Professor, ehemaliges Parlamentsmitglied und war von 5. Februar bis 11. Februar 2011 Generalsekretär der regierenden Nationaldemokratischen Partei. Badrawi ist ein Mitglied des ägyptischen Oberhauses und ein Mitglied des Direktoriums der Bibliotheca Alexandrina. 
Nach seinem Studium an der medizinischen Fakultät der Universität Kairo, das er 1974 abschloss, hielt sich Badrawi zu einem Aufbaustudium an der Wayne State University in Detroit, Michigan in den Vereinigten Staaten auf. Außerdem war er an der Northwestern University in Chicago und an der Boston University in Massachusetts als Hochschullehrer tätig. Sein Fachgebiet als Mediziner sind Gynäkologie und Obstetrik.